# Danese Cooper

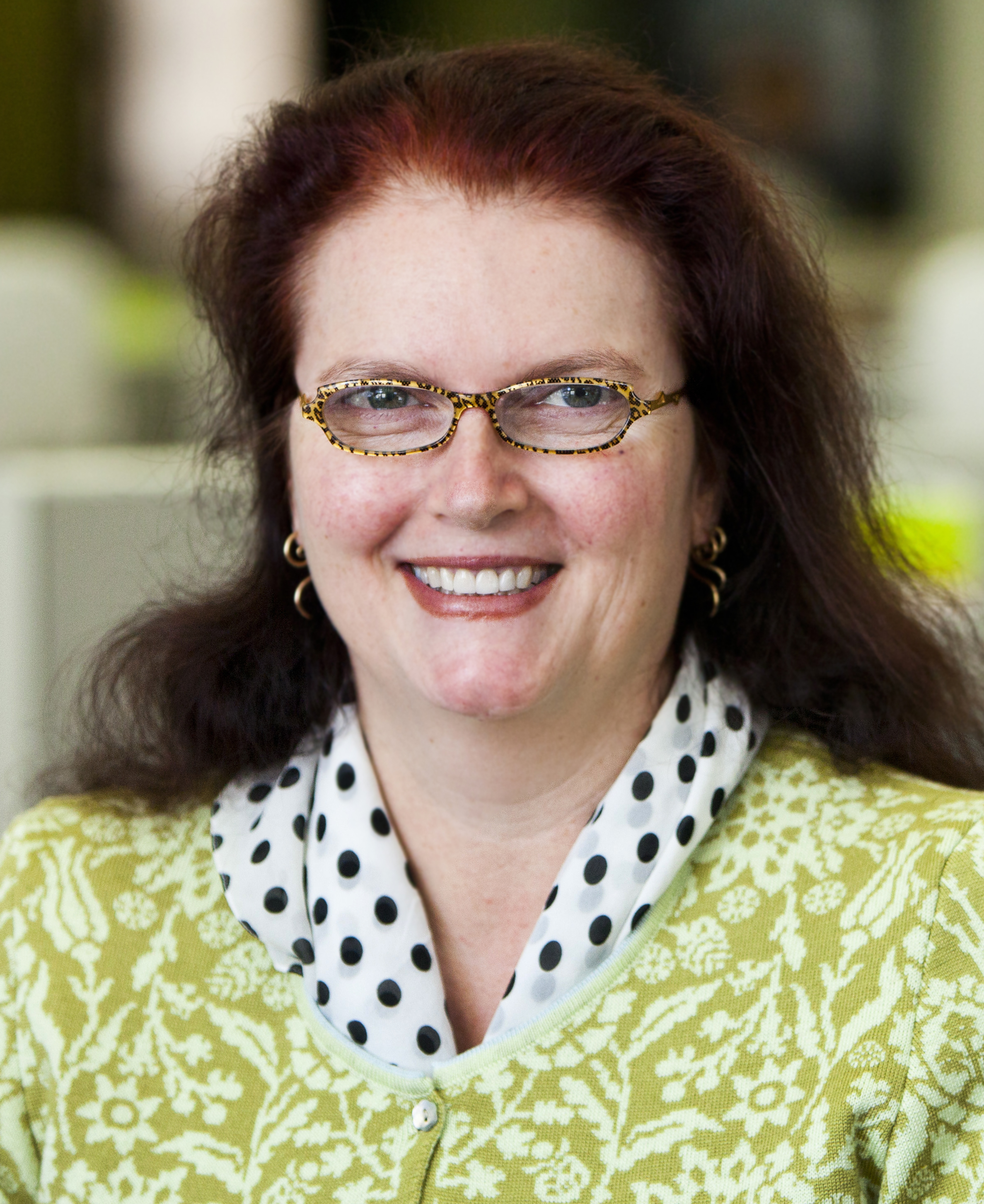
Danese Cooper (2010)

Danese Cooper (* 19. Januar 1959) ist eine US-amerikanische Informatikerin und Verfechterin von Open-Source-Software.

## Jugend und Studium
Danese Cooper erwarb ein High School Diploma an der Chadwick School in Los Angeles County und einen Bachelor an der University of California, Los Angeles. Nach ihrem Abschluss verbrachte sie einige Zeit in Marokko als Freiwillige des Friedenscorps.

## Karriere
Cooper hat Teams bei Symantec und Apple geleitet. Sechs Jahre lang war sie leitende Open-Source-Evangelist bei Sun Microsystems, bevor sie als Senior Director für Open-Source-Strategien bei Intel tätig war.  Im Jahr 2009 arbeitete sie als „Open Source Diva“ bei Revolution Computing (jetzt Revolution Analytics). Sie ist Vorstandsmitglied der Open-Source-Hardware-Association. Sie ist Vorstandsbeobachterin bei Mozilla und Mitglied der Apache Software Foundation. Sie war Vorstandsmitglied bei der Drupal Association und der Open Source Initiative. Im Oktober 2018 wechselte Danese als Vizepräsidentin of Special Initiatives zum irischen Technologieunternehmen NearForm.

### Open source
Coopers Arbeit im Bereich Open-Source-Software hat ihr den Spitznamen „Open-Source-Diva“ eingebracht. Sie wurde von Sun rekrutiert, um an der Öffnung des Quellcodes von Java zu arbeiten. Nach sechs Monaten kündigte sie aus Frustration, da nur wenig „Open Sourcing“ stattfand. Sun bemühte sich, Cooper zu halten, und stellte sie als Open-Source-Beauftragte des Unternehmens wieder ein. Ihre sechsjährige Tätigkeit bei Sun Microsystems gilt als Schlüssel für die Öffnung des Quellcodes des Unternehmens und die Unterstützung von Suns OpenOffice-Softwarepaket und Oracle Grid Engine.
Im Jahr 2009 wechselte sie zu Revolution Computing, einem Anbieter von Open-Source-Lösungen für prädiktive Analytik, um die Softwareentwickler zu erreichen, die mit der Programmiersprache R und Open-Source-Strategien nicht vertraut sind.
Sie tritt als Rednerin in der Öffentlichkeit auf, um über Open Source zu sprechen, unter anderem beim Malaysian National Computer Confederation Open Source Compatibility Centre, OSCON, gov2.0 Expo und der Southern California Linux Expo. Im Jahr 2005 war Cooper eine der Autoren von Open Sources 2.0: The Continuing Evolution.

### Wikimedia Foundation
Im Februar 2010 wurde Cooper zum Chief Technical Officer der Wikimedia Foundation ernannt, wo sie das technische Team leitet und die technische Strategie der Foundation entwickelte und umsetzte. Außerdem hat sie mit freiwilligen Wikimedia-Mitarbeitern zusammen gearbeitet, um die Weiterentwicklung und Lokalisierung der Software voranzutreiben. Sie verließ die Organisation im Juli 2011.

### InnerSource
Danese Cooper ist die Gründerin und Vorsitzende der InnerSource Commons Foundation.  Im Jahr 2018 hat sie zusammen mit Klaas-Jan Stol das Buch Adopting InnerSource verfasst, das von O’Reilly veröffentlicht wurde.

### DaneseWorks
Im Juni 2011 gründete Cooper ein Beratungsunternehmen, daneseWorks, dessen erster Kunde inBloom war. Sie unterstützte auch Numenta bei deren Open-Source- und Machine-Learning-Strategie.

## Privatleben
Sie ist mit einem Softwareentwickler verheiratet.